# What's Your Favorite Color?: Remixes, B-Sides and Rarities
What's Your Favorite Color? es un disco recopilatorio de la banda estadounidense Living Colour. Fue lanzado al mercado en el año 2005. Contiene algunos de sus clásicos en versiones acústicas, en directo y remixes.

## Lista de canciones
| N.º | Título                                                              | Duración |  |
| 1.  | «Ausländer (Overload Mix)»                                          | 7:24     |  |
| 2.  | «Sunshine of Your Love (The Adrian Sherwood & Skip McDonald Remix)» | 5:48     |  |
| 3.  | «Love Rears Its Ugly Head (Hip Hop Mix)»                            | 5:09     |  |
| 4.  | «What's Your Favorite Color? (LeBlanc Remix)»                       | 5:40     |  |
| 5.  | «Love And Happiness»                                                | 5:08     |  |
| 6.  | «Nothingness (Acústica)»                                            | 3:26     |  |
| 7.  | «Leave It Alone (Acústica)»                                         | 2:59     |  |
| 8.  | «Solace of You (Acústica)»                                          | 3:39     |  |
| 9.  | «Cult of Personality (Vivo)»                                        | 4:54     |  |
| 10. | «Talkin' about a Revolution" (Vivo)»                                | 6:00     |  |

## Personal
- Corey Glover – voz
- Vernon Reid – guitarra
- Muzz Skillings – bajo
- Doug Wimbish – bajo
- Will Calhoun – percusión